# Bryconamericus huilae
Bryconamericus huilae е вид лъчеперка от семейство Харациди (Characidae). Видът не е застрашен от изчезване.

## Разпространение
Разпространен е в Колумбия.

## Описание
На дължина достигат до 8,6 cm.